# COAGRET
COAGRET (COordinadora de Afectados por GRandes Embalses y Trasvases) es una ONG, fundada en la primavera de 1995, con el objetivo de aglutinar en una misma organización a comarcas, pueblos y gentes afectados por grandes infraestructuras hidráulicas, ya realizadas, en construcción o en proyecto, en España. La idea surge de varios movimientos existentes –algunos ya estaban trabajando juntos, otros de forma dispersa de afectados por este tipo de obras.
Hoy COAGRET, formada por varias asociaciones de afectados y particulares, con sede en Zaragoza, trabaja en diferentes campañas de información sobre la gestión del agua y realiza acciones en contra de aquellas obras hidráulicas que considera que perjudican a la sociedad.
Entre las asociaciones de afectados que forman parte están la Asociación Rio Aragón, la Coordinadora Biscarrués-Mallos de Riglos, Plataforma Jalón Vivo, ACUDE (Río Esera), Huerva Vivo, Plataforma en Defensa del Matarraña, Plataforma Korrosparri de Álava, la Plataforma en Defensa del Ebro (PDE) o la Asociación Río Susía.
En 2009 se impulsó desde COAGRET, creándose finalmente la red  Cuenca Azul, de organizaciones ecologistas y de afectados de toda la Cuenca del Ebro. En 2012 Coagret recibió el premio del Festival Ecozine de Zaragoza por su trayectoria en defensa de los afectados por embalses y del medio ambiente. 